# Henriette-Marie de France
Pour les articles homonymes, voir Henriette de France.
Titre
Reine consort d'Angleterre,
 d'Écosse et d'Irlande
13 juin 1625 – 30 janvier 1649
(23 ans, 7 mois et 17 jours)
Signature
Henriette-Marie de France, née le 25 novembre 1609 à Paris et morte le 10 septembre 1669 à Colombes, est reine consort d'Angleterre de 1625 à 1649, en tant qu'épouse du roi Charles Ier.
Benjamine du roi de France Henri IV et de la reine Marie de Médicis, elle épousa en 1625 le roi d'Angleterre Charles Ier Stuart. Elle est la sœur du roi de France Louis XIII, la tante du roi de France Louis XIV, la belle-mère du Grand Pensionnaire des Pays-Bas Guillaume d'Orange, la mère des deux rois d'Angleterre, Charles II et Jacques II, ainsi que la grand-mère du roi d'Angleterre Guillaume III d'Orange . La guerre civile anglaise, qui culmine en 1649 par la décapitation à Londres de son mari, l'amena à se réfugier en France. Elle retourne en Angleterre à l'occasion de la Restauration Stuart et de l'avènement sur le trône de son fils aîné Charles II en 1660. Elle repart en France et y décède en 1669.
L'État du Maryland, au nord-est des États-Unis, fut baptisé en son honneur, ainsi que la rue de la Reine-Henriette dans la ville de Colombes, en France.

## Biographie

### Enfance
Née au palais du Louvre à Paris le 25 novembre 1609, Henriette-Marie est le sixième et dernier enfant et la troisième fille du roi de France Henri IV et de la reine Marie de Médicis.
La princesse n'a quasiment pas connu son père, assassiné au mois de mai suivant sa naissance et est élevée avec son frère Gaston, duc d'Orléans, d'un an son aîné, par leur mère. Cela ne l'empêche pas pour autant d'hériter du caractère entreprenant, courageux de son père. Elle possède également des traits de caractère de sa mère : pieuse, généreuse, intellectuelle, avec un goût prononcé pour l'art.
Elle est baptisée le 15 juin 1614 en la chapelle de la Reine au palais du Louvre en même temps que son frère Gaston, duc d'Orléans : son parrain est le Cardinal de La Rochefoucauld et sa marraine est Madame Élisabeth, sa sœur aînée.

### Mariage
Henriette-Marie est séparée de sa mère entre 1617 et 1620 (période où la reine mère est exilée loin de Paris). Son frère, le roi Louis XIII, donne sa main au prince Charles Stuart, futur roi Charles Ier d'Angleterre et d'Écosse, le 13 juin 1625 (soit à quinze ans). Grâce à son parrain, la fiancée peut épouser l'héritier du trône d'Angleterre, bien que Charles soit protestant et non catholique. Ainsi, elle part pour se marier avec un cortège de douze prêtres de l'Oratoire. C'est George Villiers de Buckingham, favori de son époux, qui vient en France négocier son mariage, c'est à cette occasion qu'il courtise la reine Anne d'Autriche, ce qui provoque l'ire de son époux le roi Louis XIII (frère d'Henriette).

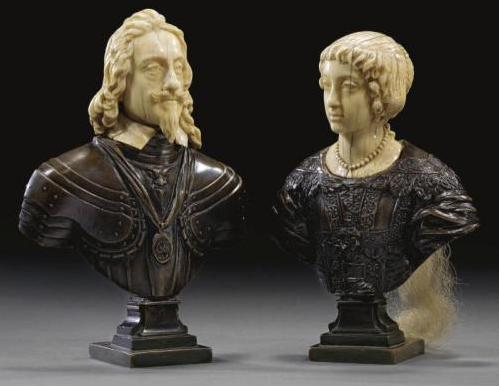
Bustes de Charles Ier et d'Henriette-Marie de France, XVIIe siècle.
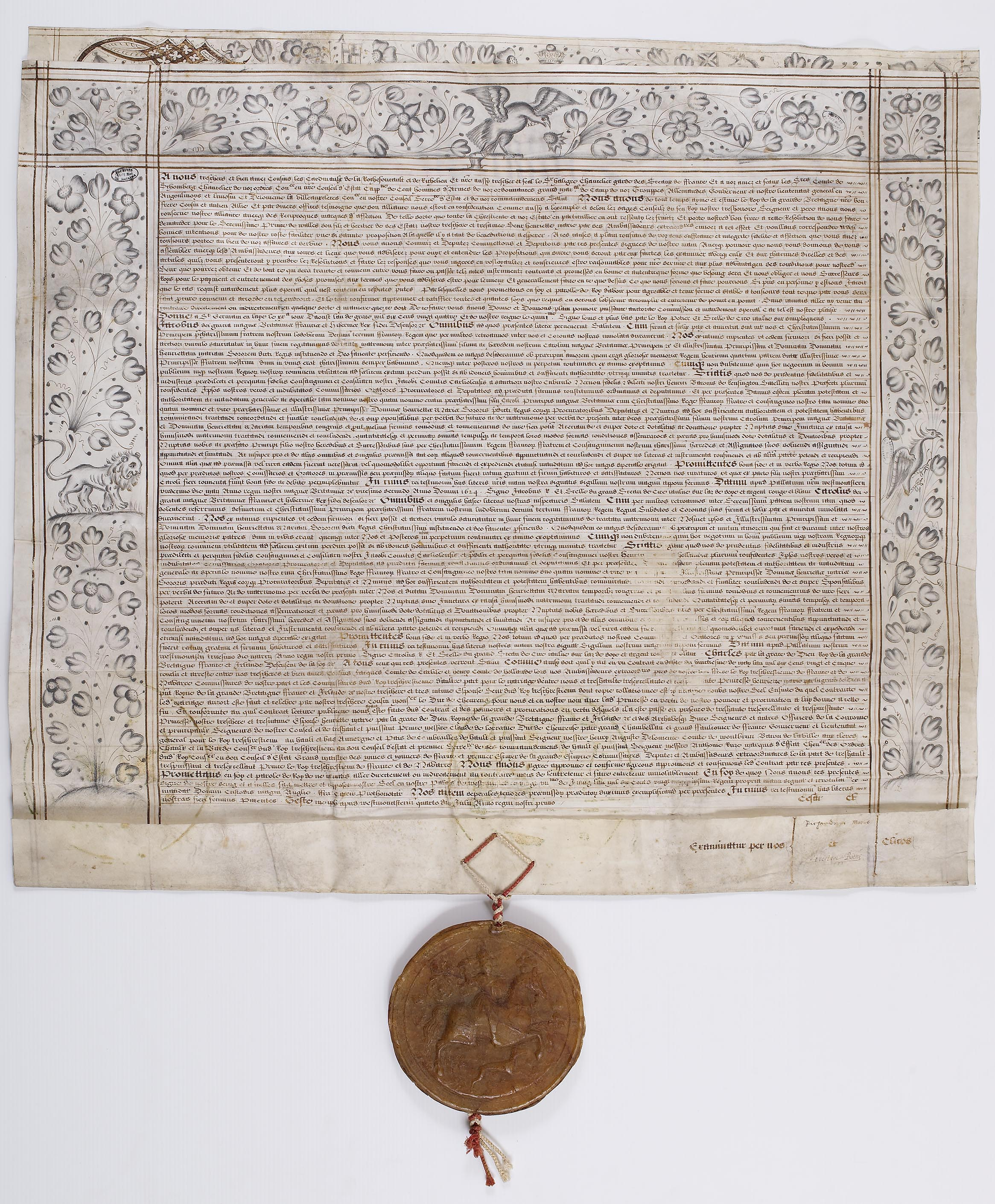
Charte de Charles Ier relative à son mariage, 4 juillet 1625, Archives nationales.

### Reine consort d'Angleterre
Jusqu'en 1628, George Villiers de Buckingham fait barrage entre la reine et le roi, mais après l'assassinat de Buckingham, Henriette-Marie peut se rapprocher de Charles Ier. La naissance de leurs enfants, à partir de 1629, rapproche les deux époux, et Henriette-Marie acquiert beaucoup d'influence sur son mari.
Française, elle le pousse dans le sens d'une politique autoritaire et centralisatrice, ainsi que vers une plus grande tolérance envers les catholiques. En effet, Henriette, fort pieuse et opiniâtre comme sa mère, pratique ostensiblement le catholicisme, ce qui irrite les puritains anglais. Suivant les clauses de son contrat de mariage négocié entre les cours de France et d'Angleterre elle est venue de France avec un certain nombre de prêtres, dont son aumônier, Jean Paumart. En outre, la reine exerce une influence sur les spectacles à la cour.
Elle devient de plus en plus impopulaire car les puritains la soupçonnent de vouloir éradiquer le protestantisme au profit du catholicisme. La famille royale est même obligée de se réfugier un temps à Oxford, car Cromwell menace d'arrêter la souveraine, ayant déjà fait arrêter certains de ses fidèles. Simultanément, les Écossais se rassemblent pour marcher droit sur la capitale pour prendre la défense de la reine.
Lors de la guerre civile, elle profite de son voyage en 1642 dans les Provinces-Unies où elle accompagne sa fille Marie qui épouse Guillaume II d'Orange-Nassau pour réunir des fonds et une petite armée gagnée à la cause royale. Elle revient à Newcastle en février 1643, après avoir survécu à une tempête au cours de laquelle la reine a un mot qui manifeste son courage et rappelle les manières de son père : « Les reines ne se noient pas. » Arrivée à bon port, elle est accueillie à coups de canons par cinq vaisseaux rebelles. Afin de se protéger, elle est contrainte de passer la nuit dans un fossé sale qui la couvre de sable. Grâce à l'armée qu'elle a réunie, elle parvient à rejoindre le roi à Oxford. Cependant, celui-ci décide de diviser les troupes en deux dans le but de réprimer les rébellions, ce qui se révèle une erreur, diminuant ainsi les forces de son armée.
Une nouvelle grossesse éloigne la reine des conflits en juillet 1643. Elle se retire à Exeter pour donner le jour, dans une chaumière, à une fille : Henriette Anne.

Portraits par van Dyck
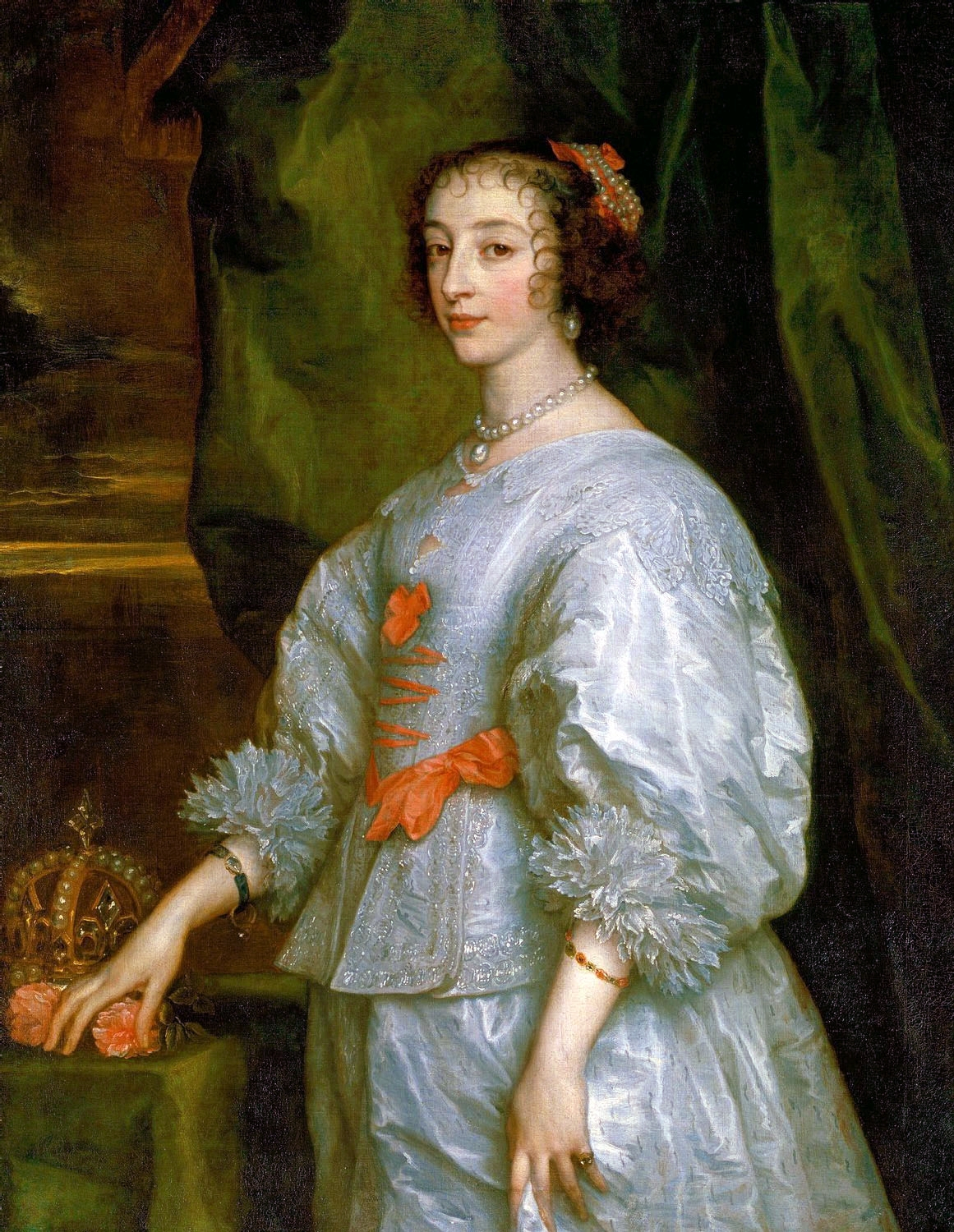
Portrait d'Henriette de France, vers 1632. Palais de Buckingham, Royal Collection.
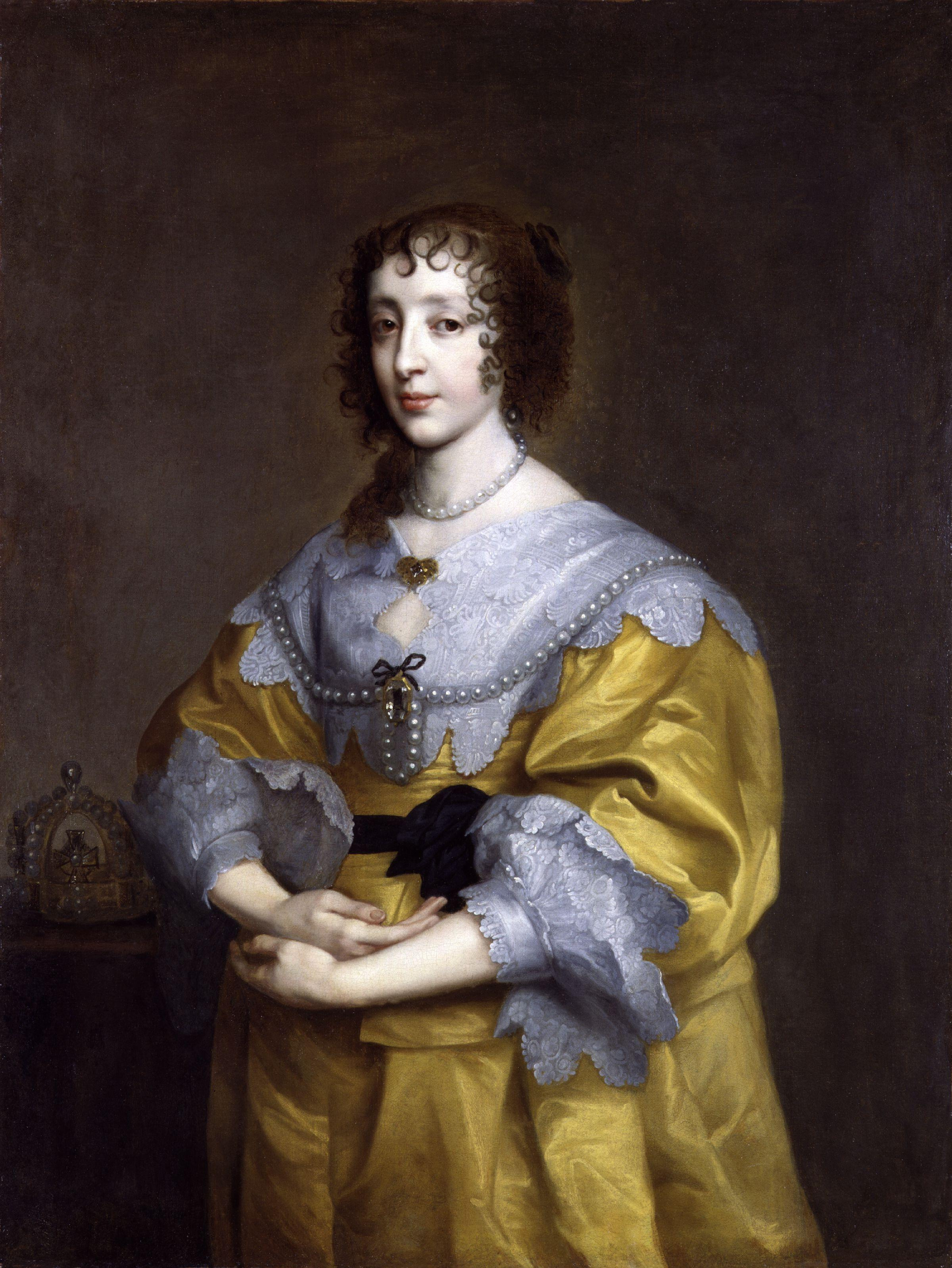
Henriette-Marie, 1632-1635. National Portrait Gallery.
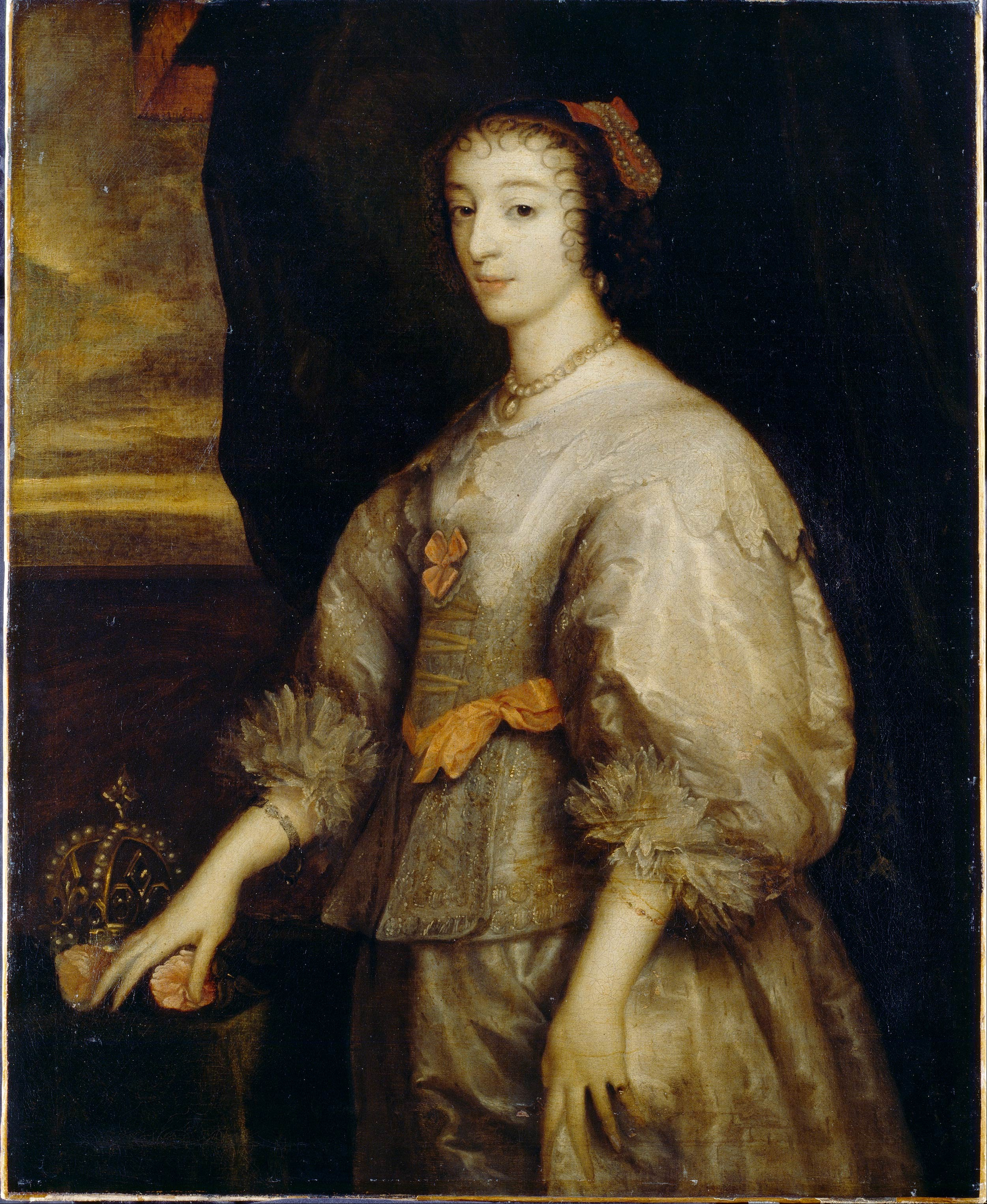
La Reine Henriette-Marie, 1632-1635. Dulwich Picture Gallery.
Portrait d'Henriette de France avec Sir Jeffrey Hudson, 1633. National Gallery of Art, Washington.

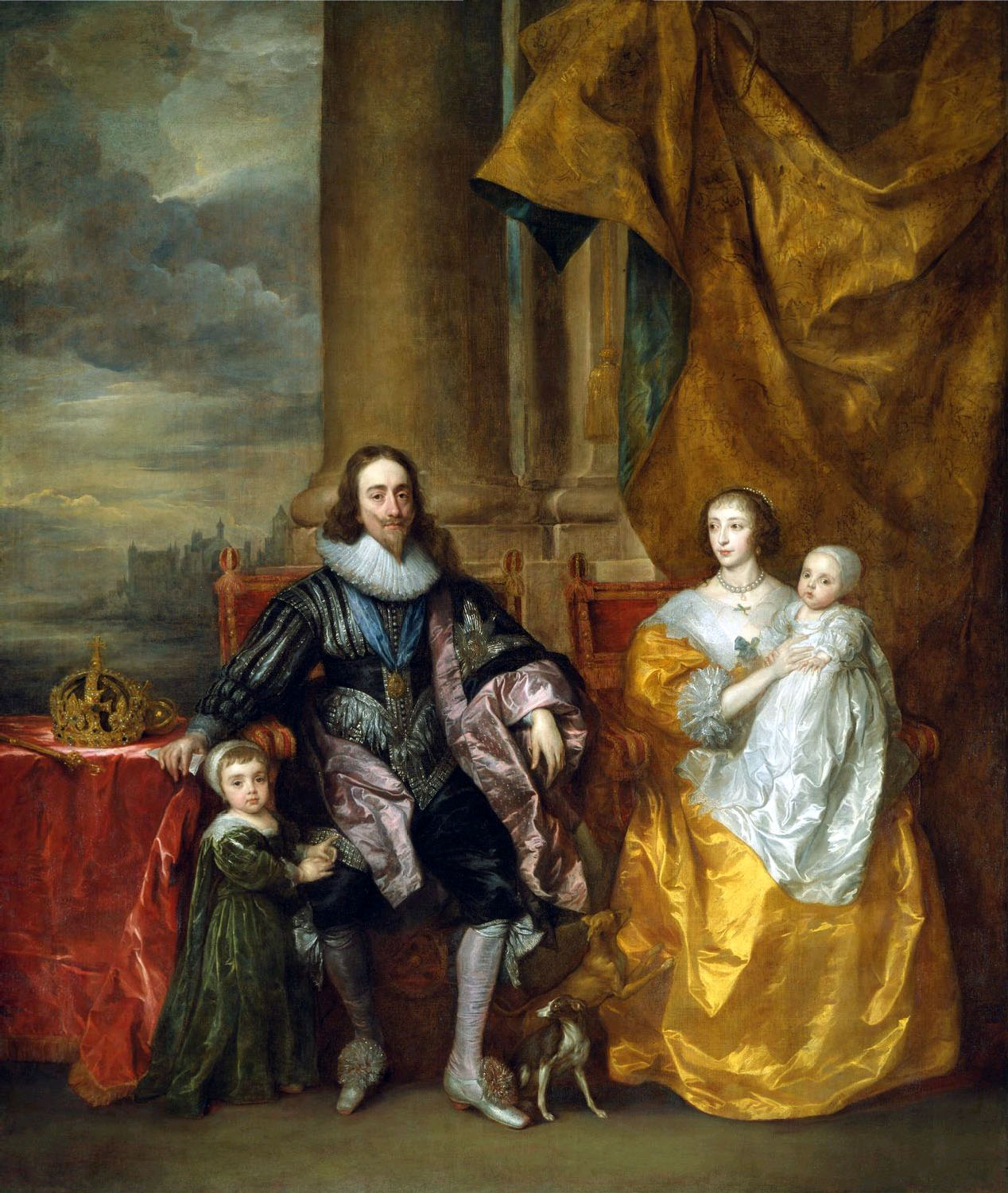
Charles Ier et son épouse Henriette-Marie avec leurs enfants Charles et Élisabeth, 1633. Royal Collection.
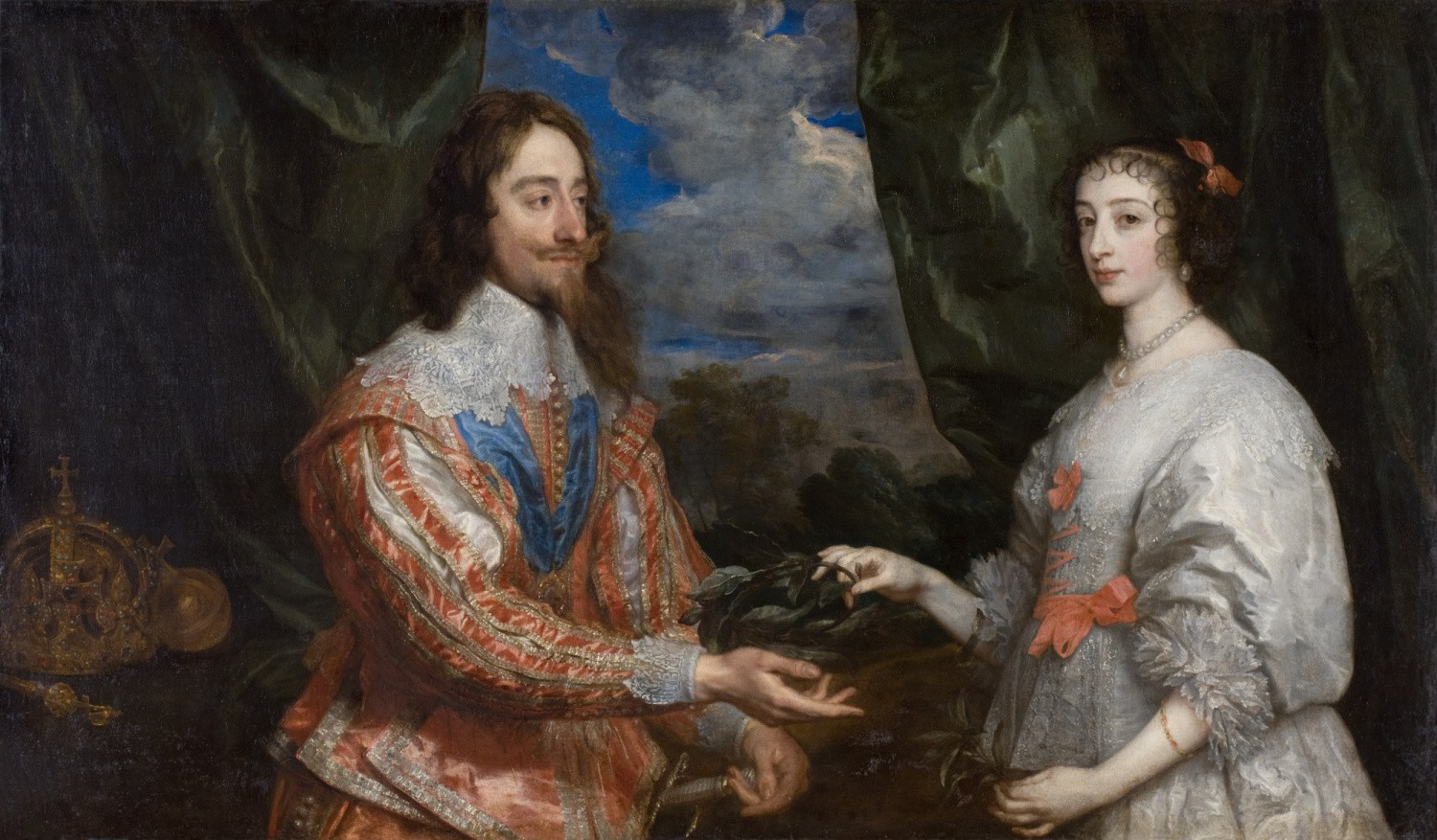
Portrait de Charles Ier d'Angleterre et de sa femme Henriette-Marie, 1634. Musée de l'archidiocèse de Kroměříž, République tchèque.
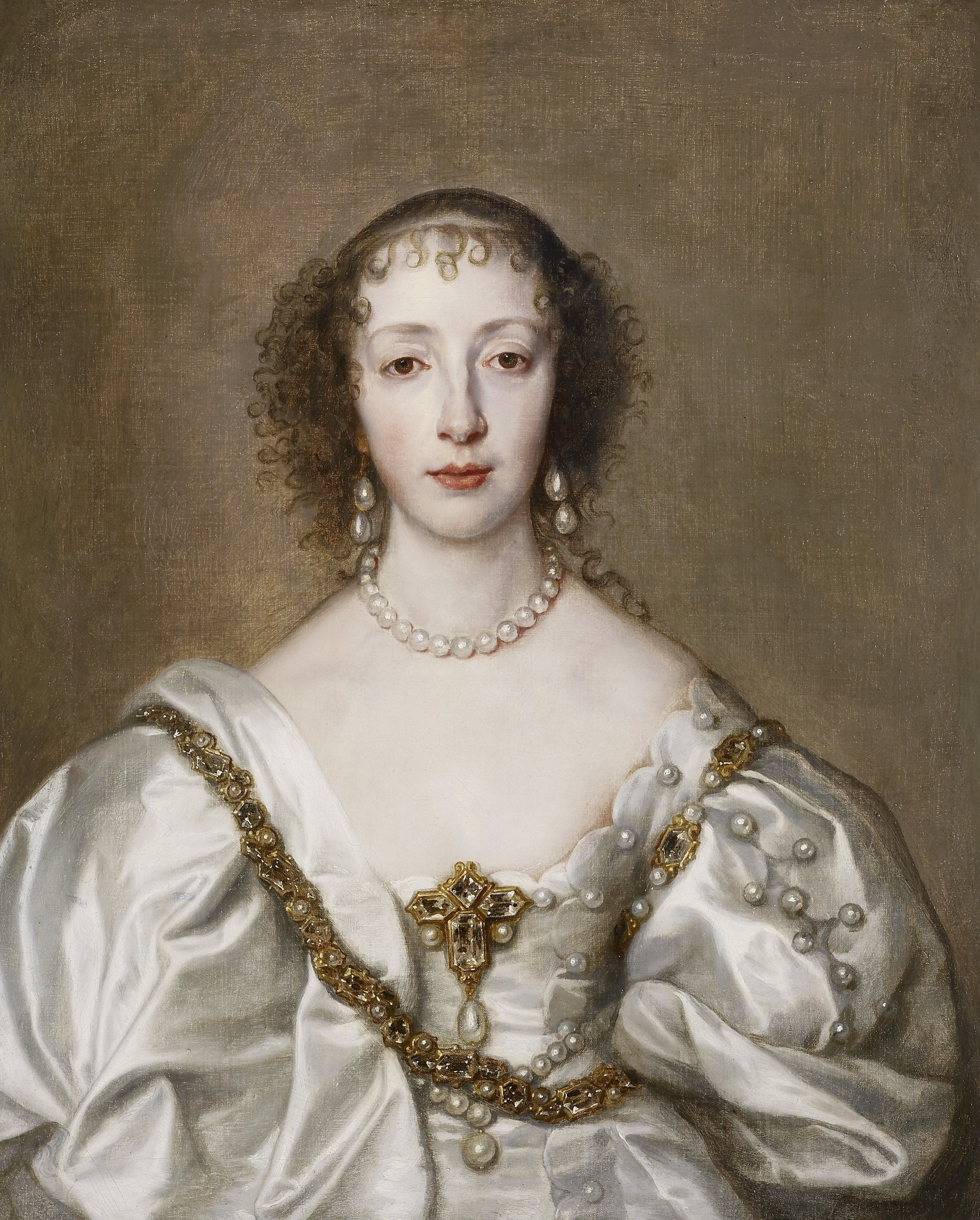
Portrait d'Henriette de France, vue de face, 1638 Royal Collection, château de Windsor.
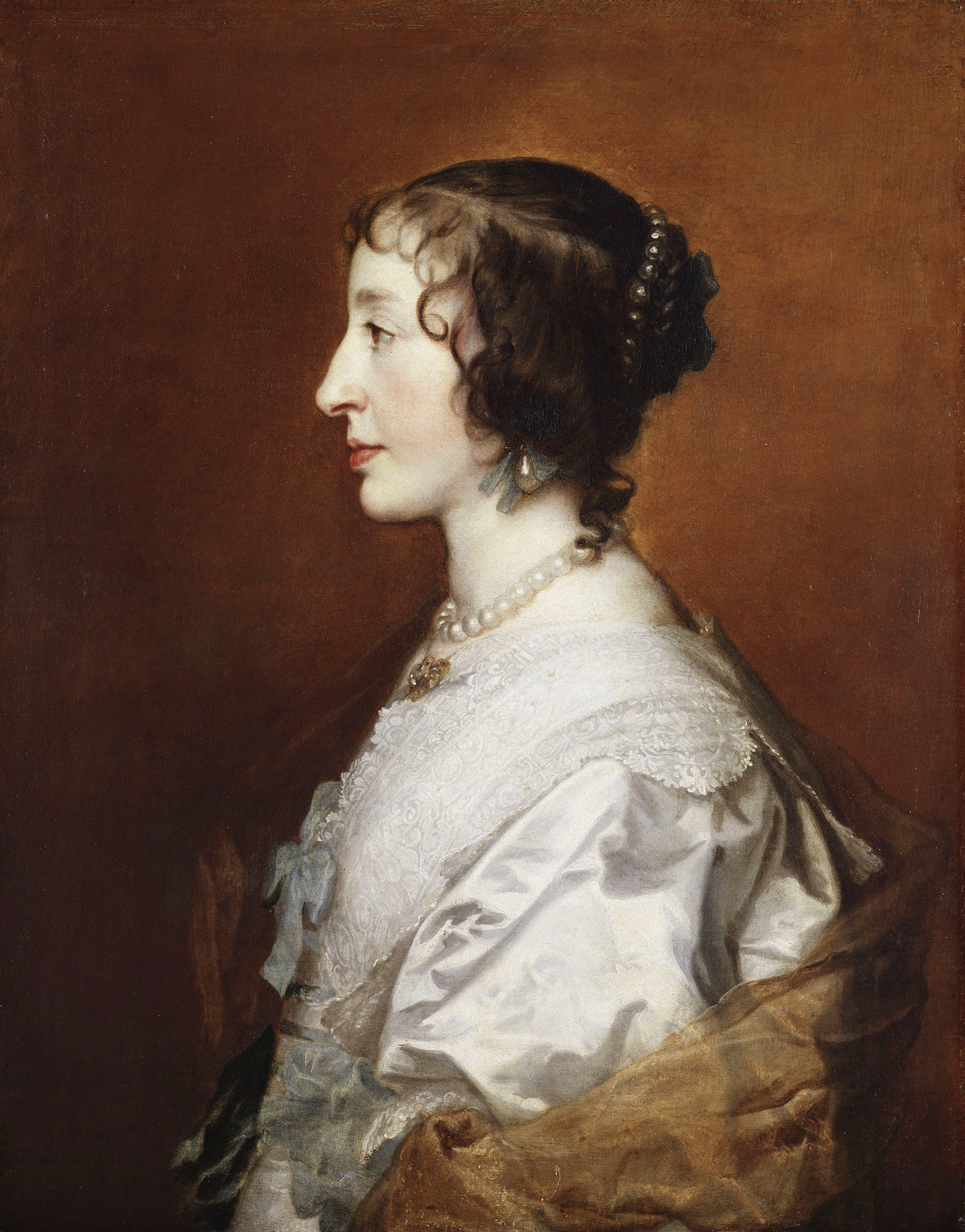
Portrait d'Henriette-Marie, reine d'Angleterre, de profil, 1638 Royal Collection.

### Exil en France
Malgré la fatigue de l'accouchement, elle est déterminée à rejoindre Paris car le Parlement de Londres offre cinquante mille écus à quiconque rapporte la tête de la souveraine. Elle finit par s'embarquer à Plymouth et réussit à s'enfuir, même avec les voiles de son navire déchirées par les boulets de canons. Devant la fureur de ses assaillants et ne voulant pas tomber en leurs mains vivante, elle ordonne au capitaine : « Quand vous ne pourrez plus me défendre, tuez-moi. »

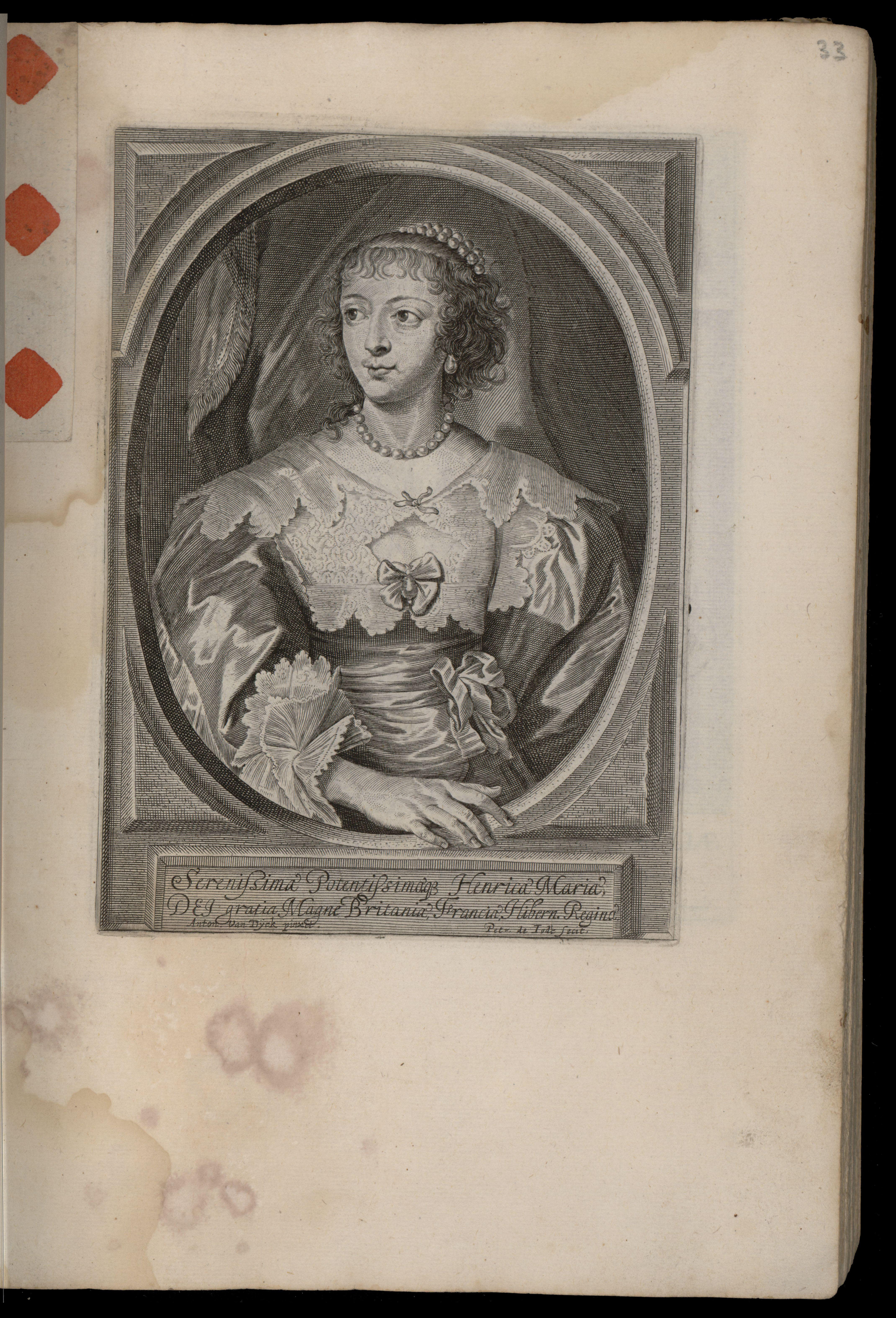
Portrait de Henriette-Marie de France, réalisé par Pieter de Jode le Jeune, d'après Antoine van Dyck en 1652.

Le 25 juillet 1644, Henriette de France, reine d'Angleterre en fuite, débarque « en un petit havre nommé Mellon [Melon, en Porspoder] ». Son navire croise toute la journée devant la grève, ce qui inquiète les habitants, craignant une attaque, ce qui la force à parlementer. « Toute la coste estant en armes l'obligea de faire mettre un mouchoir au bout d'un baston ». La reine débarque en piteux équipage ; elle loge dans une petite maison couverte de toit de chaume. Elle est cependant solennellement accueillie à Brest, puis dans d'autres villes bretonnes (dont Vannes, rue des Chanoines, dans l'Hôtel de l'Archidiaconat), le long de son trajet vers la capitale.
Elle ne revoit plus jamais le roi son mari, qui est emprisonné puis condamné à mort. Charles Ier est décapité le 30 janvier 1649. Henriette-Marie, apprenant la nouvelle en France, est effondrée et décide de créer un couvent de la Visitation, à Chaillot, dans lequel elle se retire tout en parachevant l'éducation de ses enfants dans la foi catholique. Quelques années plus tard, elle marie la fille qu'elle mit au monde dans la détresse, Henriette Anne, à son neveu Philippe de France, duc d'Orléans et frère de son autre neveu Louis XIV.
Elle a la joie de revoir ses fils Charles et Jacques, qui parviennent à s'enfuir d'Angleterre, mais elle perd sa fille Élisabeth, prisonnière des puritains (septembre 1650). La reine veuve reste en France avec sa fille Henriette Anne, tandis que le cardinal Mazarin, principal ministre du jeune Louis XIV, neveu d'Henriette, oblige Charles et Jacques à quitter le Royaume, voulant l'alliance de la république anglaise contre l'Espagne. Henriette-Marie vit près de Paris, à Colombes, dans une certaine gêne matérielle, restant des journées entières au lit faute de pouvoir acheter du bois pour chauffer sa demeure.
En 1660, elle accompagne son fils Charles II à Londres lors de la restauration anglaise et assiste à son mariage avec l'infante Catherine de Portugal, richissime et catholique. Cependant, elle ne supporte plus le climat humide d'Angleterre et souffre de bronchite. Elle décide de rentrer en France en 1665 pour se préparer à la mort dans son monastère de Chaillot. Résidant d'abord à Paris dans l'hôtel de la Bazinière, malade et insomniaque, elle est soignée par les médecins que son neveu Louis XIV lui envoie. Le 10 septembre 1669, elle meurt au château de Colombes.
Sur ordre du Roi, elle est inhumée à Saint-Denis, et son cœur envoyé au couvent des Visitandines de Chaillot, où Bossuet prononce à cette occasion l’Oraison funèbre de Henriette-Marie de France (à ne pas confondre avec l'Oraison funèbre de Henriette-Anne d'Angleterre, sa fille et belle-sœur du roi).
Son château de Colombes est aujourd'hui détruit, mais une rue et une école de la ville sont dédiées à la « Reine Henriette ».

## Descendance
Le roi Charles et la reine Henriette-Marie ont neuf enfants :
- Charles Jacques, duc de Cornouailles (13 mars - 13 août 1629) ;
- Charles II (1630-1685), épouse en 1662 Catherine de Bragance (1638-1705) sans postérité ;
- Marie-Henriette (1631-1660), épouse en 1641 Guillaume II, prince d'Orange (1626-1650), mère du roi d'Angleterre Guillaume III ;
- Jacques II (1633-1701), duc d'York puis roi d'Angleterre, épouse en 1661 Anne Hyde (1637-1671) puis en 1673 Marie de Modène (1658-1718) d'où postérité ;
- Élisabeth (1635-1650) ;
- Anne (1637-1640) ;
- Catherine (mort-née le 29 juin 1639) ;
- Henri (1640-1660), duc de Gloucester ;
- Henriette (1644-1670), épouse en 1661 Philippe de France, duc d'Orléans (1640-1701).

## Titulature

Armes d'Henriette-Marie de France en tant que reine d'Angleterre, d'Écosse et d'Irlande.

Née fille de France, Henriette-Marie porta durant sa vie différents titres :
- 25 novembre 1609 - 13 juin 1625 : Son Altesse Royale Henriette-Marie de France, fille de France.
- 13 juin 1625 - 30 janvier 1649 : Sa Majesté la reine d'Angleterre, d'Écosse et d'Irlande.
- 30 janvier 1649 - 10 septembre 1669 : Sa Majesté la reine mère.